# Гардая (вілаєт)
Гардая (араб. ولاية غرداية‎‎) — вілаєт Алжиру. Адміністративний центр — м. Гардая. Площа — 86 105 км². Населення — 375 988 осіб (2008).

## Географічне положення
Вілаєт знаходиться в центрі країни. На півночі межує з вілаєтами Лагуат та Джельфа, на сході — з вілаєтом Уаргла, на півдні — з вілаєтом Таманрассет, на заході — з вілаєтами Адрар та Ель-Баяд.

## Адміністративний поділ
Поділяється на 9 округів та 13 муніципалітетів.
| Алжир | Це незавершена стаття з географії Алжиру. Ви можете допомогти проєкту, виправивши або дописавши її. |